# Melanitis cruentula
Melanitis cruentula är en fjärilsart som beskrevs av Hans Fruhstorfer 1908. Melanitis cruentula ingår i släktet Melanitis och familjen praktfjärilar. Inga underarter finns listade i Catalogue of Life.